# Robert Martin-Achard
Robert Martin-Achard (* 26. November 1919 in Coligny; † 26. Februar 1999 in Collonge-Bellerive) war ein Schweizer evangelischer Geistlicher und Hochschullehrer.

## Leben

### Familie
Robert Martin-Achard war der Sohn des Rechtsanwalts Alexandre Guillaume Martin-Achard (* 10. November 1878 in Genf; † 23. Juni 1946 ebenda), Grossrat von Genf und von 1929 bis 1931 Präsident der Genfer Anwaltskammer  und dessen Ehefrau Marie Germaine (* 15. April 1884 in Genf; † 22. Juni 1935 ebenda), Tochter des Bankiers Edmond Adrien Achard (1855–1933); er hatte noch vier Geschwister.
Sein Grossvater war der Jurist Alfred Martin (* 16. März 1847 in Genf; † 30. Mai 1927 in Cologny) und er war ein Grossneffe des evangelischen Geistlichen Ernest Martin.
Seit 1947 war er mit Madeleine, Tochter des Arztes Maurice Alexandre Cramer, verheiratet.

### Werdegang
Robert Martin-Achard begann 1938 ein Theologiestudium an der Universität Genf und setzte dieses an der Universität Basel sowie an der Universität Zürich fort. Er beendete das Studium 1947 an der Universität Genf als Lizenziat und wurde auch im selben Jahr ordiniert.
Er war anfangs Vikar an der Schweizer Kirche in London und war von 1946 bis 1948 Lehrbeauftragter an der Universität Montpellier.
Von 1950 war er bis 1957 Pfarrer der Kirchgemeinde Nancy; in dieser Zeit promovierte er 1955 mit seiner Dissertation De la mort à la résurrection: l'origine et le développement d'une croyance dans le cadre de lʹAncien Testament zum Dr. theol.
Er wurde 1956 als Professor für Altes Testament an die Theologische Fakultät der Universität Neuenburg berufen und war von 1957 bis 1984 Professor für Altes Testament an der Theologischen Fakultät der Universität Genf; in dieser Zeit wurde er auch vom Senat der Universität Genf als Kandidat für das Amt des Rektors vorgeschlagen, allerdings nicht dazu ernannt.
Ein Klassenkamerad von ihm war unter anderem der später zum Katholizismus konvertierte Max Thurian.

### Geistliches und berufliches Wirken
Robert Martin-Achard beteiligte sich an den Kongressen der Organisation Internationale pour l'étude de l'Ancien Testament teil und war Mitglied des Verlagskomitees der Zeitschrift für die alttestamentliche Wissenschaft. Er war auch sehr am Dialog mit dem Judentum interessiert und verfasste zahlreiche theologische Schriften, darunter 1987 La loi, don de Dieu, dazu veröffentlichte er auch 1977 einen Aufsatz zu Abraham in der Theologischen Realenzyklopädie.
Er hielt auch kostenlose öffentliche Vorlesungen zum Thema Altes Testament.

## Schriften (Auswahl)
- L'Evangile d'Ezéchiel. Genève: Université de Genève, Faculté autonome de théologie protestante, 1944.
- De qui s'agit-il? Genève, 1946.
- Etat présent des études vétérotestamentaires. Montpellier: Faculté de théologie protestante de Montpellier, 1952.
- De la mort à la résurrection. Neuchâtel Delachaux & Niestlé́ 1956.
- Israël et les nations: La perspective missionnaire de l'Ancien Testament. Neuchâtel; Paris: Delachaux & Niestlé, 1959.
- From death to life: a study of the development of the doctrine of the resurrection in the Old Testament. Edinburgh: Oliver and Boyd, 1960.
- P. Caufriez; Robert Martin-Achard: Manuel du colporteur biblique. Bruxelles: Société biblique belge; Genève: Société évangélique, 1961.
- Approche de l'Ancien Testament. Neuchâtel: Delachaux et Niestlé, 1962.
- Robert Martin-Achard; John Penney Smith: A light to the nations: a study of the Old Testament conception of Israel's mission to the world. Edinburgh: Oliver and Boyd, 1962.
- Commentaire de l'Ancien Testament. Neuchâtel: Delachaux et Niestlé; Genève: Labor et Fides, 1963.
- An approach to the Old Testament. Edinburgh; London: Oliver & Boyd, 1965.
- L'oracle contre Shebnâ et le pouvoir des clefs, Es. 22, 15-25. Basel: F. Reinhardt, 1968.
- Approche des psaumes. Neuchâtel: Delachaux et Niestlé, 1969.
- Actualité d'Abraham. Neuchâtel: Delachaux et Niestlé, 1969.
- Robert Martin-Achard; Roland Barthes; François Bovon; Jean Starobinski: Analyse structurale et exégèse biblique: essais d'interprétation. Neuchâtel: Delachaux et Niestlé, 1972.
- Dix-septième dimanche ordinaire. Paris: Les Editions du Cerf, 1972.
- Essai biblique sur les fêtes d'Israël. Genève: Labor et Fides, 1974.
- Robert Martin-Achard; François Bovon; Eric Fuchs; Jean-Marc Chappuis: La loi et l'homme nouveau. Genève: Faculté autonome de théologie protestante, 1977.
- L'apocalyptique, littérature du passé? Paris 1977.
- Robert Martin-Achard; Walter Sigrist: Überlegungen zum Problem Kirche - Israel. Bern: Schweizerischer Evangelischer Kirchenbund, 1977.
- Robert Martin-Achard; Marc Faessler: Et Dieu crée le ciel et la terre. Genève: Labor et fides, 1979.
- Et Dieu crée le ciel et le terre. Genève Labor et Fides 1979.
- Amos: l'homme, le message, l'influence. Genève: Labor et Fides, 1984.
- Olivier Fatio; Michel Grandjean; Robert Martin-Achard; Liliane Mottu-Weber; Alfred Perrenoud: Genève au temps de la Révocation de l'Edit de Nantes. Genève: Centre protestant d'études, 1986.
- La loi don de Dieu: aux sources de l'ancien testament. Aubonne: Éditions du Moulin, 1987.
- La mort en face selon la Bible hébraïque. Genève: Labor et Fides, 1988.
- Abraham sacrifiant: de l'épreuve du Moriya à la nuit d'Auschwitz. Aubonne Editions du Moulin 1988.
- André Caquot; Robert Martin-Achard; Albert de Pury; Philippe de Robert: Les livres de Samuel. Neuchâtel Delachaux et Niestlé 1994.